# Eunidia pseudosenilis
Eunidia pseudosenilis es una especie de escarabajo longicornio del género Eunidia, categorizada en la tribu Eunidiini, de la subfamilia Lamiinae. Fue descrita por Breuning en 1971.

## Descripción
Mide 12 mm de longitud.

## Distribución
Se distribuye por Madagascar.